# Абисинска генета
Абисинската генета още етиопска генета (Genetta abyssinica) е вид бозайник от семейство Виверови (Viverridae).

## Разпространение
Видът е разпространен в Джибути, Еритрея, Етиопия, Сомалия и Судан.